# فياتشيسلاف أندروسينكو
فياتشيسلاف أندروسينكو (بالروسية: Андрусенко, Вячеслав Дмитриевич)‏ (مواليد 14 مايو 1992) هو سبّاح روسي، مثّل بلاده في الألعاب الأولمبية الصيفية 2016.

## روابط خارجية
فياتشيسلاف أندروسينكو على موقع الاتحاد الدولي للسباحة (الإنجليزية)
- فياتشيسلاف أندروسينكو على موقع SwimRankings.net (الإنجليزية)
- فياتشيسلاف أندروسينكو على موقع اللجنة الأولمبية الدولية (الإنجليزية)
- فياتشيسلاف أندروسينكو على موقع أوليمبيديا (الإنجليزية)